# Zaba Bangala
Zaba Bangala (Suecia, 13 de noviembre de 2001) es un baloncestista sueco que pertenece a la plantilla del Telekom Baskets Bonn de la Basketball Bundesliga. Con 2,03 metros de estatura, juega en la posición de alero. 

## Trayectoria deportiva
Bangala es un alero nacido en Suecia de padres congoleños y formado en el KFUM Fryshuset de Estocolmo y en el Skuru IK de Nacka, antes de marcharse a Estados Unidos para ingresar en 2017 en Saint Benedict's Preparatory School en Newark (Nueva Jersey).
En octubre de 2018, se cambió a Trinity International School en Las Vegas (Nevada). En la temporada 2019-20, regresó a Saint Benedict's Preparatory School y en la temporada siguiente volvió a regresar a Trinity International School en la temporada 2020-21.
En verano de 2021 firma por el Espoirs Asvel para jugar en su equipo sub-20, el Espoirs Asvel, con el que promedió 13 puntos y 6,6 rebotes en 32 apariciones durante la temporada 2021-22.
En la temporada 2021-22, firma por el Telekom Baskets Bonn de la Basketball Bundesliga. En su primera temporada, jugaría en su club vinculado, el Dragons Rhoendorf que compite en la ProB, la tercera división germana.
El 2 de agosto de 2022, firma por el Telekom Baskets Bonn de la Basketball Bundesliga.